# تورنتون لو کلی
تورنتون لو کلی (به انگلیسی: Thornton-le-Clay) یک روستا و محله مدنی در بریتانیا است که در رآیدل واقع شده‌است. تورنتون لو کلی ۲۰۹ نفر جمعیت دارد.